# Luciano Bergamin
Luciano Bergamin CRL (* 4. Mai 1944 in Loria (Venetien), Italien) ist ein italienischer Ordensgeistlicher und emeritierter römisch-katholischer Bischof von Nova Iguaçu in Brasilien.

## Leben
Luciano Bergamin trat am 19. Dezember 1982 der Ordensgemeinschaft der Augustiner-Chorherren vom Lateran bei, legte am 2. Oktober 1960 die Profess ab und empfing am 10. April 1969 die Priesterweihe.
Papst Johannes Paul II. ernannte ihn am 5. April 2000 zum Weihbischof in Santo Amaro und Titularbischof von Octabia. Die Bischofsweihe spendete ihm der Bischof von Santo Amaro, Fernando Antônio Figueiredo OFM, am 20. Mai desselben Jahres; Mitkonsekratoren waren Emílio Pignoli, Bischof von Campo Limpo, und Francisco Manuel Vieira, Bischof von Osasco. Als Wahlspruch wählte er DOMINUS LUX ET SALUS.
Am 24. Juli 2002 wurde er zum Bischof von Nova Iguaçu ernannt. Papst Franziskus nahm am 15. Mai 2019 das von Luciano Bergamin aus Altersgründen vorgebrachte Rücktrittsgesuch an.